# Gongronema ventricosum
Gongronema ventricosum är en oleanderväxtart som beskrevs av Joseph Dalton Hooker. Gongronema ventricosum ingår i släktet Gongronema och familjen oleanderväxter. Utöver nominatformen finns också underarten G. v. bhutanicum.